# You Only Live Twice
You Only Live Twice  é um filme britânico de 1967, de acção e espionagem, em Technicolor, dirigido por Lewis Gilbert. Trata-se do quinto filme da série James Bond, mais uma vez interpretado pelo actor escocês Sean Connery. Conhecido em Portugal como 007 - Só Se Vive Duas Vezes e no Brasil como Com 007 Só Se Vive Duas Vezes, o filme teve o roteiro de Roald Dahl, que se baseou no romance homónimo de Ian Fleming.
Após o sequestro de uma nave norte-americana, os Estados Unidos acusam os soviéticos de boicote ao seu programa espacial. Numa conferência entre o Reino Unido, a URSS e os EUA, o representante dos Estados Unidos dá um ultimato contra a URSS. Porém, os britânicos não acreditam que foram os soviéticos que sequestraram a nave, afirmando que viram que a nave sequestradora tinha aterrado no Japão. Assim, o Reino Unido decide enviar James Bond para o território e averiguar o caso, a fim de evitar uma guerra mundial entre as duas potências.
You Only Live Twice foi o penúltimo filme em que Sean Connery interpretou Bond. Sucedeu-lhe George Lazenby, mas Sean voltou ao papel em Diamonds are Forever. O filme foi também o primeiro bond-movie a ser realizado por Lewis Gilbert.

## Sinopse
No Espaço, uma nave desconhecida captura uma cabine espacial dos Estados Unidos, que acusam ser obra da URSS. Porém o governo do Reino Unido não concorda com os EUA e defende que a nave criminosa tinha desaparecido no Mar do Japão. Por isso decidem enviar um agente do MI6, James Bond, que para poder ter mais liberdade, finge ser assassinado em Hong Kong. Seu corpo é depositado no mar, e levado por dois mergulhadores a um submarino, onde M e Miss Moneypenny passam-lhe sua missão, alertando que só tem duas semanas antes do próximo lançamento de uma cápsula norte-americana.
Bond é lançado por meio de um torpedo no Japão. Após entrar em contato com Aki, assistente do chefe dos Serviços Secretos (SiS) japoneses, "Tigre" Tanaka, é levado ao agente local do MI6, Dikko Henderson. Na sua casa, Henderson revela a sua ideia acerca do problema, mas é assassinado com uma faca nas costas. Bond apanha o criminoso, disfarça-se e entra no carro que tinha transportado o assassino. Chega a uma empresa chamada "Osato Chemicals" e aí começa a inspeccionar o gabinete do presidente, Sr. Osato. Ao abrir um cofre, Bond acciona um alarme e foge. Na saída do prédio, Aki apanha-o e Bond entra no carro dela.
Aki leva Bond a uma estação de metro. Bond a persegue e cai em um alçapão que o conduz directamente ao gabinete de Tanaka. Bond pede-lhe para investigar uns documentos encontrados no escritório de Osato, que contém uma foto do cargueiro chamado Ning-Po e também vêm um selo com uma mensagem em microdot, dizendo que os turistas responsáveis pela foto foram mortos como medida de segurança. Bond e Tanaka concluem que é obra da SPECTRE. A noite, Bond faz amor com Aki.
No dia seguinte, Bond visita Osato fingindo ser um empresário, e Osato manda sua secretária Helga Brandt matá-lo. Bond é perseguido por assassinos antes de ser resgatado por Aki. Os dois partem parte para o porto de Kobe para investigar o Ning-Po. Lá Bond é capturado pela SPECTRE, e seduz Helga Brandt para se libertar, mas não sem antes esta tentar matá-lo ao prendê-lo em um avião em queda. Bond volta à doca, e repara que o cargueiro carregava oxigénio líquido, um comburente de foguetões.
Depois de descobrir onde o Ning-Po depositava sua carga, o agente 007 investiga o local com um pequeno helicóptero montável trazido por Q, o Little Nelly. Na área, Bond é atacado por helicópteros armados próximo a um vulcão, chegando à conclusão de que a base da SPECTRE está próxima. No meio-tempo, uma cápsula soviética é capturada no espaço pela mesma nave desconhecida. Com ambos os países se acusando, o mundo está à beira da Terceira Guerra Mundial.
Após voltar a Tanaka, Bond é treinado para ser ninja, de modo a poder entrar naquela área sem ter de causar desconfianças. Aki, numa noite, após fazer amor com Bond, é envenenada e morre. Bond casa-se depois com Kissy Suzuki. Após os Estados Unidos anteciparem o lançamento de mais um foguetão, Bond e Tanaka percebem ter menos tempo para completar a sua missão. Kissy afirma que uma mulher morreu estranhamente na mesma caverna onde fora tirada a fotografia.
No dia seguinte, Bond e Kissy vão investigar a caverna e começam a sentir-se mal por causa de um gás tóxico. 007 afirma que havia enxofre mas duvidava da existência pois o vulcão que se localizava ali perto estava extinto. Os dois sobem até ao cume e reparam que a cratera estava a mexer-se e a abrir-se. Bond fica impressionado e manda Kissy pedir para Tanaka trazer reforços, enquanto entra na cratera. Dentro da base, solta os três astronautas e rouba um traje espacial para invadir a nave da SPECTRE, "Bird One".
Ao tentar entrar no "Bird One", Bond comete um erro pois não devia entrar com a caixa do ar-condicionado para dentro da nave. O chefe da SPECTRE, Ernest Stavro Blofeld, percebe e manda chamar Bond para seu recinto. Bond é feito prisioneiro e assiste ao lançamento da nave-sequestradora. Porém, consegue libertar-se e luta, conseguindo também abrir a cratera deixando entrar as tropas de Tanaka. Dá-se uma luta infernal dentro da cratera. Bond luta contra um lacaio de Blofeld, Hans, que tinha a chave de controlo sobre a nave. 007 consegue vencê-lo e explode a nave mesmo antes de esta sequestrar a nave americana que tinha sido enviada antes, evitando assim um conflito mundial.
Blofeld manda ativar a auto-destruição da base durante sua fuga, e todos os presentes são forçados a fugir. Salvos do vulcão agora ativo, todos entram em botes salva-vidas lançados pelo ar. Bond e Kiss apanham-nos e, quando começam a fazer amor, um submarino da Royal British Navy submerge mesmo por baixo deles. M e Miss Moneypenny lá dentro exigem a presença de Bond o mais rápido possível.

## Elenco
- Sean Connery - James Bond, o agente 007 do MI6 cuja missão é boicotar o plano de Blofeld.
- Bernard Lee - M, o chefe do MI6.
- Lois Maxwell - Miss Moneypenny, a secretária de M e eterna apaixonada por Bond.
- Desmond Llewelyn - Q, o chefe do departamento Q do MI6.
- Akiko Wakabayashi - Aki, uma aliada de Bond e agente de Tigre.
- Mie Hama - Kissy Suzuki, uma aliada de Bond e agente de Tigre.
- Donald Pleasence - Ernst Stavro Blofeld, o chefe da SPECTRE que tenta eclodir uma guerra mundial.
- Tetsuro Tamba - Tiger Tanaka, o chefe do serviço secreto japonês.
- Charles Gray - Henderson, agente local do MI6 no Japão.
- Teru Shimada - Mr. Osato, industrial japonês ligado à SPECTRE.
- Karin Dor - Helga Brandt, secretária de Osato e assassina da SPECTRE.
- Peter Maivia - Motorista, um capanga de Osato que enfrenta Bond.

## Produção
Ian Fleming escreveu You Only Live Twice em 1962, no Japão, após ter sofrido um grave ataque cardíaco. O livro foi lançado em 1964 e tornou-se um grande sucesso. Quando os produtores leram o livro, repararam no haikai escrito no início:
Tal como era indicado nos créditos finais de Goldfinger, os produtores tinham esperança de filmar On Her Majesty's Secret Service. O filme fora substituído por Thunderball após acordos com Kevin McClory darem a oportunidade de realizar o filme. On Her Majesty's Secret Service fora então anunciado como o sucessor de Thunderball. Mas a procura de localidades de alta altitude levou o filme a ser adiado, dando lugar a You Only Live Twice. O filme provou ser um dos mais desafiantes e perigosos de sempre. Terence Young não estava disponível para dirigir o filme nem sequer Guy Hamilton. Albert R. Broccoli decidiu chamar Lewis Gilbert, que recusou o primeiro convite. Além disso, Sean Connery tinha o seu contrato a acabar, e a data de estreia estava a aproximar-se (13 de Junho de 1967), e ainda não havia nenhum argumento pronto, e tiveram que procurar outro roteirista.
Gilbert, os produtores Harry Saltzman e Albert R. Broccoli, o desenhista de produção Ken Adam e o diretor de fotografia Freddie Young passaram três semanas no Japão, em busca de locações. Em certo ponto o quinteto devia pegar um avião de volta à Inglaterra, mas resolveu ficar para assistir a um treino de um grupo de artes marciais. O avião que devia trazer de volta à Inglaterra a equipa acidentou-se no Monte Fuji, matando todos os passageiros.
Não encontraram um castelo como retratado por Ian Fleming para ser a sede da SPECTRE, porque não havia fortalezas costeiras devido aos tufões e decidiram então escolher um vulcão. Para construir o interior, o desenhista Ken Adam foi obrigado a construir um gigante cenário. O desenhista tinha calculado que seriam precisos um milhão de dólares americanos para construir o cenário que, na altura, era uma enorme quantia. Cubby não hesitou e autorizou a construção, que gastou mais aço do que o Hotel Hilton londrino.
A escolha dos actores, como nos filmes anteriores, também não foi fácil. Tetsuro Tamba foi escolhido para interpretar Tiger Tanaka. Para a personagem Helga Brandt, Karin Dor foi a escolhida. Para os personagens japoneses, a escolha tornara-se mais difícil dado que não havia nenhuma actriz que falasse inglês. Akiko Wakabayashi e Mie Hama foram as escolhidas e, à última hora, os papéis foram trocados. A primeira aprendeu a língua muito rapidamente, enquanto que a segunda demorava mais tempo, dando grandes problemas. Guy não estava satisfeito com os problemas e pediu a Akiko para dizer a Mie que tinha que regressar ao Japão. Mie ameaçou suicidar-se.

## Filmagens

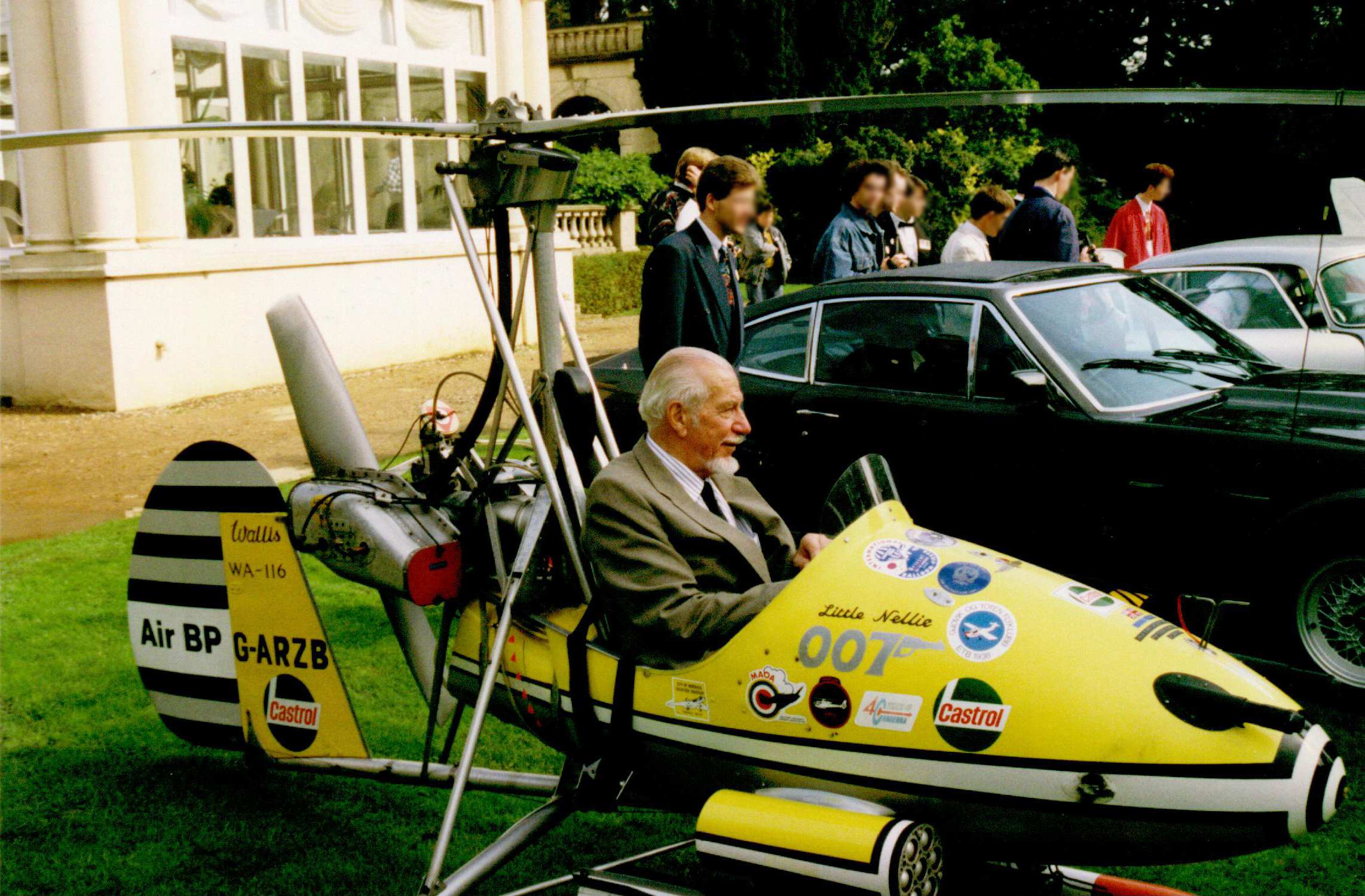
Little Nellie

A ideia do gericóptero passou pela cabeça de Adam quando este ouvia um programa na rádio. O comandante Ken Wallis é que tinha os protótipos e foi convidado a participar no projecto. As filmagens comecem a 4 de Julho de 1966 com a morte de 007. Todas as lutas foram coreografadas com lutadores de wrestling e mestres de artes marciais. No fim do mês de Julho, a equipa viajou para o Japão, onde Sean Connery fez um anúncio, revelando que iria terminar o contrato com a franchise, levando muitos a especular o fim da série Bond. No Japão, as altas temperaturas e a grande curiosidade dificultaram os trabalhos.
Foram necessárias 84 decolagens, 48 horas de voo para apenas sete minutos e meio de filme do pequeno avião Litle Nellie. A gravação foi difícil sobretudo para um cameraman, Johny Jordan. As alterações das correntes de ar provocadas pelos helicópteros foram desastrosas para ele pois um helicóptero subiu demais e uma hélice atingiu directamente um dos pés do cameraman. Os cirurgiões que estavam ali perto conseguiram recolocar o pé. A batalha aérea teve de ser interrompida, e sua conclusão foi filmada em Espanha.
As filmagens continuam em Tóquio onde a cena do helicóptero a apanhar um carro através de um íman foi uma das mais inovadoras. A equipa viajou para o castelo de Himeji e, mais tarde, filmou uma multidão de oito mil pessoas a assistir a um espectáculo de sumô. De regresso aos estúdios da Pinewood, a equipa técnica preparou o grande cenário de 45 metros de altura. Os técnicos pensaram que Ken Adam estaria a trabalhar em pés e não em metros. Por isso, pensaram que a altura seria de 45 pés (13 metros) ao invés dos 45 metros (120 pés). O próprio cenário custou mais que o filme Dr. No. A grandeza também gerava uma dificuldade: a iluminação. Freddie Young mostrou ser capaz para tal desafio. As filmagens no cenário iniciam-se a 31 de Outubro de 1966, com David Davenport a substituir Sean Connery como extra. Donald Pleasence foi escolhido para interpretar Blofeld.
Mas a batalha aérea tinha que ser filmada. Os japoneses não aceitaram o lançamento de foguetes na área natural. Por isso, a segunda unidade de Peter Hunt partiu para Espanha, em Serra Nevada. Johnny Jordan não foi esquecido. Os produtores deram-lhe os melhores cuidados no The London Clinic. Mas as dores pós-operatórias levaram-no a tomar a decisão de lhe retirar o pé.

### Local de filmagens
Apesar da acção do filme se passar maioritariamente no Japão, de facto foram utilizados muitos cenários e locais como abaixo indicados:
- Reino Unido - Pinewood Studios.
- Japão - Na cidade de Tóquio, no Hotel New Otani (gabinete da Osato Chemestry), em Himeji-jo, entre outros.[11]
- Espanha - A luta entre o Little Nelly e quatro helicópteros da SPECTRE.
- Estados Unidos - Alasca - durante as filmagens da contagem decrescente de um lançamento de uma nave soviética.[12]
- Hong Kong - Cena da morte de James Bond.

## Música
John Barry compôs sua quarta trilha para a série. Algumas faixas tem inspiração na música japonesa, porque Barry queria incorporar "a elegância do som oriental". A canção-tema fora composta por Barry e a letrista Leslie Bricusse, e é cantada por Nancy Sinatra. Uma versão inicial fora gravada por Julie Rogers, mas tanto a música quanto a maior parte da letra foram alteradas na versão de Sinatra. Robbie Williams usou-se de um sample do tema para a música "Millennium", em 1998.
Uma curiosidade é que a faixa A Drop In The Ocean foi utilizada como vinheta para o programa Amaral Netto, o Repórter da Rede Globo.

## Recepção
No verão de 1967, com o slogan You Only Live Twice and Twice is the Only way to Live (Só vives duas vezes, e duas vezes é a única maneira de viveres), o filme estreou, tornando-se mais um sucesso da série Bond. O faturamento global do filme superou os 111 milhões de dólares.